# 悲しきメモリー
「悲しきメモリー」（かなしきメモリー）は、1977年5月1日に発売された郷ひろみ21作目のシングル。

## 収録曲
全曲　作詞:小谷夏／作曲・筒美京平
1. 悲しきメモリー (3分10秒)
  - 編曲:筒美京平
2. まぶしい奇跡 (3分29秒)
  - 編曲:船山基紀